# Pius Alibek Hermez
Pius Alibek Hermez (Ainkawa, Kurdistán iraquí, 1955) es un filólogo y restaurador iraquí de etnicidad asiria. Estudió Filología Inglesa en Bagdad, y después continuó estudiando en Londres. Ha enfocado su carrera hacia la lingüística histórica comparada y el origen y evolución de las lenguas. Llegó a Barcelona en 1981. Se ha dedicado a la enseñanza de idiomas-- ha dado clases en diversas escuelas y también en la universidad-- a las traducciones para El Periódico de Catalunya, y también al programa de la Comunidad Europea Manumed, dedicado a salvaguardar el patrimonio manuscrito del Mediterráneo oriental. Habla con fluidez el Arameo, Inglés, Árabe, Kurdo, Catalán, y Castellano.
Desde 1997 ha dirigido el popular restaurante Mesopotàmia, especializado en cocina de Irak, en Calle de Verdi en el barrio de Gracia en Barcelona. Colabora con el programa "Los viajeros de la Gran Anaconda" (Catalán: "Els viatgers de la Gran Anaconda"), de Catalunya Ràdio, donde lleva el espacio "Palabras viajeras" (Catalán: "Paraules viatgeres"), en el cual busca cómo han nacido y cuál ha sido la evolución de las palabras, sobre todo las provenientes del Oriente. Para él, la lengua y la cocina forman parte de la cultura, la cual se entiende como un gran árbol de donde surgen numerosas ramas que tienen un mismo origen. De esta manera, tanto en la cocina como en las letras, intenta buscar siempre los elementos originales comunes entre su cultura de origen y la actual, comparándolos, respetándolos y estimándolos.
Durante las movilizaciones contra la guerra en el año 2003 se convirtió en un referente de la lucha por la paz. Es un defensor de la democracia y el civismo como formas y valores esenciales para vivir en sociedad. En 2004 recibió la Medalla de Honor de Barcelona (Catalán: Medalla d'Honor de Barcelona). Ha traducido al Catalán "El Edificio Yacubián" de Alaa Al Aswani, y es autor de libro "Raíces Nómadas", publicado en Catalán por La Campana (Barcelona, 2010).